# روابط شخصی مایکل جکسون

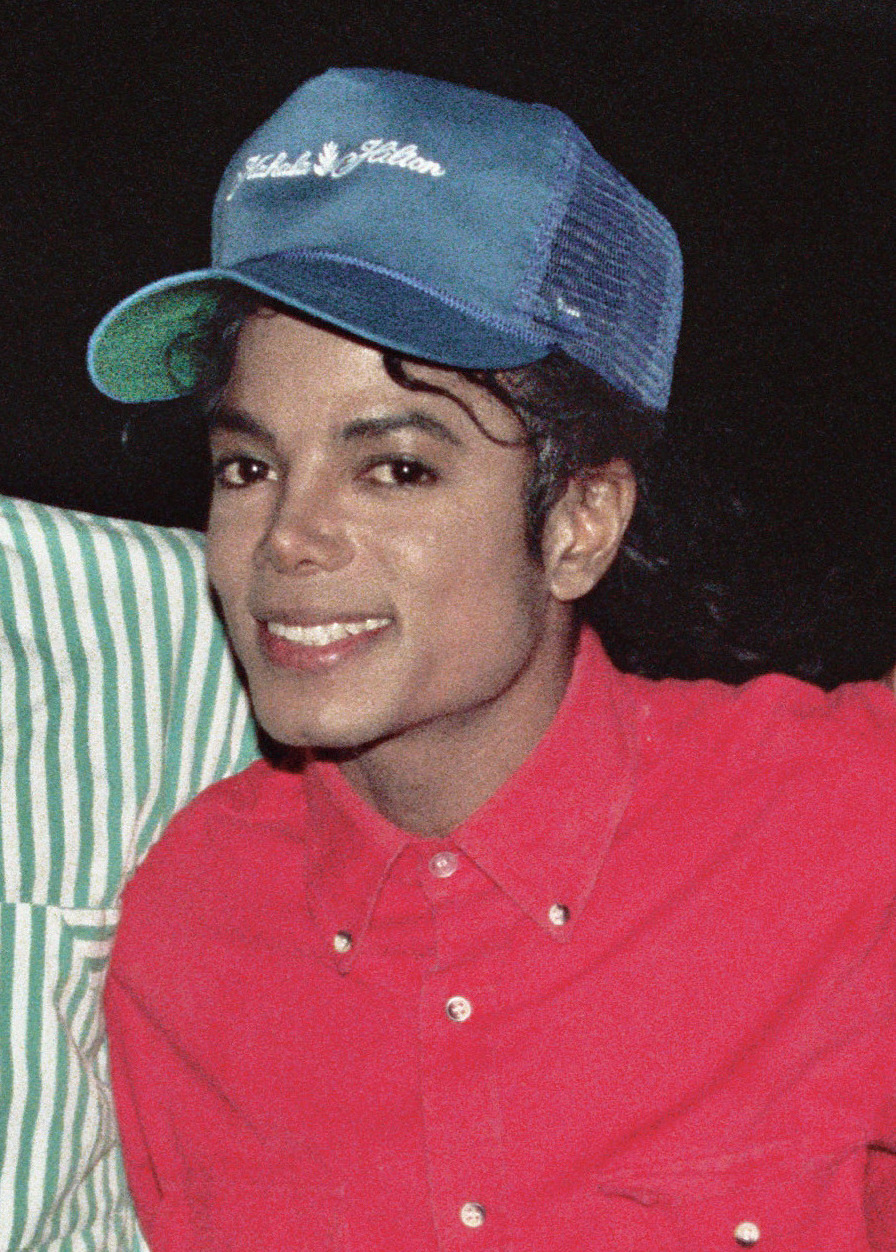
مایکل جکسون در سال ۱۹۸۸

مایکل جکسون (۱۹۵۸–۲۰۰۹) در طول عمر خود دو بار ازدواج کرد.
او قبل از ازدواج هم با بازیگرانی همانند تاتوم اونیل و بروک شیلدز روابط عاشقانه داشت.
اما اولین عشق وی خواننده معروف سیاه‌پوست، دیانا راس بوده‌است.
جکسون برای اولین بار در سن ۹ سالگی با دایانا راس آشنا شد. او در زندگی‌نامه خود نوشت که او "مادر، خواهر و عشق او همه در یک ترکیب است. " هنگامی که در اواسط دهه ۸۰ راس با آرن نس ازدواج کرد، مایکل بسیار ناراحت شده و به وی حسادت می‌کرد.
آنها در سال ۱۹۸۱ در یک ویژه برنامه تلویزیونی ظاهر شدند، جایی که راس او را "سکسی" خواند. به گفته جی رندی تارابولی، هیچ رابطه جنسی بین این دو وجود نداشت.
جکسون در وصیت نامه خود در سال ۲۰۰۲ نوشت که چنانچه مادرش کاترین، قبل از دیانا درگذشت، حضانت فرزندان مایکل بر عهده دیانا قرار خواهد گرفت.
شایعه شده بود که آهنگ Dirty Diana و همچنین چند ترانه دیگر دربارهٔ راس بودند، اما این شایعات هیچگاه تأیید یا رد نشد.

## نخستین رابطه‌ها

### تاتوم اونیل
یکی از نخستین رابطه‌های عاشقانهٔ جکسون که مستندات آن وجود دارد، با تاتوم اونیل بود.
مایکل گفت هنگامی که در دهه ۱۹۷۰ یک نوجوان بوده اولین عشق واقعی را با این بازیگر کودک داشته، به طوری که وی را "اولین عشق خود - پس از دایانا راس " نامیده‌است.
اونیل بازیگر زن زادهٔ ۱۹۶۳ است و از جکسون پنج سال کوچک‌تر بود. او در سن ده سالگی برنده جایزه اسکار بهترین بازیگر نقش مکمل زن شد. جکسون و اونیل در آن زمان به ترتیب ۱۷ و ۱۲ ساله بودند که رابطهٔ بینشان شروع شد. جکسون در سال ۱۹۸۲ بیان کرد که رابطهٔ آن‌ها خیلی جدی بود ولی به‌دلیل این که هر دو سخت مشغول کار بودند، این رابطه «سرد» شد و در اندازهٔ یک دوستی ماند.
در مستند زندگی با مایکل جکسون که در سال ۲۰۰۳ پخش شد جکسون ادعا کرد که اونیل ۱۲ ساله به جکسون پیشنهاد آمیزش جنسی داده بود اما جکسون به‌خاطر آن که خجالت می‌کشید قبول نمی‌کرد. جکسون گفت که این اتفاق در خانه‌شان افتاد و اونیل اقدام به گشودن دکمه‌های پیراهن وی کرد و به صراحت در مورد آمیزش جنسی صحبت می‌کرد. جکسون از حرکت اونیل شوکه شده بود. اونیل بعدها در پاسخ به این اتفاق گفت «او همان‌طور که هر کس دیگری شوکه می‌شود شوکه شد». او گفت که در حالی‌که برای جکسون به عنوان یک هنرمند و یک انسان ارزش قائل است اما جکسون «قوهٔ تخیل بسیار زنده‌ای» دارد. اونیل همچنین اظهارات جکسون را «نادرست» دانست و گفت که «برای یک دختر ۱۲ ساله هیچ راهی وجود ندارد که یک انسان بالغ را به آن صورت که جکسون ادعا کرد اغفال کند». اونیل خودزندگی‌نامه‌اش با نام یک زندگی کاغذی را در سال ۲۰۰۴ و یک سال پس از مستند زندگی با مایکل جکسون منتشر کرد.
او در این کتاب ادعا کرد که جکسون کسی بود که درخواست آمیزش می‌کرد. او نوشت: «من تنها ۱۲ سالم بود و از زندگی واقعی چیزی نمی‌دانستم. مایکل کسی بود که به نظر می‌رسید یک تهدیدکننده بود».
این درحالی است که خانم تاتوم اونیل در گفتگویی که در سال ۱۹۹۵ با مجلهٔ وایب داشت کاملاً برعکس این ادعا را گفته بود. او در آن زمان گفت: «جکسون بسیار خجالتی بود و یکی از بهترین و بی‌گناه‌ترین انسان‌هایی است که تا به حال دیده‌ام … یکبار که به اتاقم آمده بود حتی از این که بر روی تخت خوابم بنشیند نیز خجالت می‌کشید». او رابطهٔ دوستی‌شان را یک «دوستی واقعاً شگفت‌انگیز» توصیف کرد و گفت که همیشه با هم می‌رقصیدند و تلفنی صحبت می‌کردند. اونیل به‌یاد می‌آورد که می‌توانست در سن ۱۲ سالگی رانندگی کند ولی جکسون در سن ۱۷ سالگی هنوز رانندگی نمی‌دانست و این برایش جالب بود.
اونیل می‌گوید زمانی که اونیل درخواست جکسون را دررفتن به مراسم آغاز اکران فیلم ویز رد کرد رابطه‌شان به پایان رسید. این درخواست را نمایندهٔ اونیل رد کرده بود زیرا «شاید از نظر او جکسون هنوز به اندازهٔ کافی یک ستاره نشده بود». اونیل گفت که با وجود آن که جکسون بعد از آن ماجرا هرگز با او صحبت نکرد اما باز هم جکسون را دوست داشت.
جکسون در سال ۲۰۰۱ گفت که وقتی دستان یکدیگر را گرفته بودند: «انگار که در بهشت بودم. جادویی‌ترین چیز بود. حتی بهتر از بوسیدن او بود. بهتر از هر چیزی که تصور بکنی».

من به کلاب‌های شبانه نمی‌رفتم. [اما] یادم می‌یاد یک‌بار با او به یک کلاب شبانه رفته بودم. داشتم به گروه موسیقی نگاه می‌کردم. در حالی که نشسته بودم او دستم را گرفت و من ذوب شدم. و این تمام چیزی بود که من می‌خواستم. این اتفاق برای بچه‌های معمولی معنا ندارد. او (=اونیل) خیلی زود از حد بزرگ شده بود. او از معصومیت درآمده بود. و من دوستش داشتم.

در گفتگویی مشابه در مستند سال ۲۰۰۳ جکسون عنوان کرد: «او ۱۳ ساله بود و من ساده‌لوح بودم. او از من همه جور کاری درخواست می‌کرد اما من اصلاً نمی‌خواستم با او سکس داشته باشم».

### بروک شیلدز
جکسون بروک شیلدز ۱۵ ساله را در مراسم جایزه اسکار سال ۱۹۸۱ ملاقات کرد. بروک یک مدل و بازیگر بود. از آن زمان آن‌ها رابطهٔ دوستی بین خود آغاز کردند. بروک در سال ۲۰۰۹ گفت که به هم نزدیک شدند زیرا سکس مسئله اصلی‌شان نبود. سپس رسانه‌ها مدعی شدند که گفته‌های بروک به این معنی است که جکسون «فاقد خاصیت جنسی» بود اما بروک در واقع جملات زیر را گفته بود: «در حالی که جکسون بزرگ‌تر می‌شد و از نظر فیزیکی و جسمی هم شروع به تغییر کرده بود، جنبهٔ غیر جنسی او بیشتر مرا به خود جذب کرد».
جکسون در سال ۲۰۰۱ گفت که بروک یکی از «عشق‌های زندگی‌اش بود. فکر می‌کنم که او نیز مرا به همین اندازه دوست داشت. و به‌خاطر همین بود که زیاد قرار می‌گذاشتیم».

### دیگر رابطه‌ها
براساس چند شایعه، جکسون در سال ۱۹۸۴ با یکی از هوادارانش رابطهٔ جنسی داشته‌است و این رابطه باعث تولد رپر نروژی به نام عمر بتی شده‌است. پس از مرگ جکسون، پدر جکسون جوزف، این اتفاق را تأیید کرد. اما آزمایش دی‌ان‌ای این ادعاها را رد کرد و معلوم شد عمر بتی پسر جکسون نیست.

## ازدواج با لیزا پریسلی
در ۲۶ مه ۱۹۹۴، جکسون با خواننده و ترانه‌نویس لیزا ماری پریسلی دختر الویس پرسلی، ازدواج کرد. آن‌ها در سال ۱۹۷۵، در یکی از گردهمایی‌های فامیلی جکسون، در هتل و کازینوی بزرگ مترو گلدوین مایر برای اولین بار یکدیگر را ملاقات کردند و در اوایل سال ۱۹۹۳، توسط یک دوست مشترک دوباره با هم مرتبط شدند. آن‌ها هر روز تلفنی با هم صحبت می‌کردند. وقتی اتهامات سوء استفادهٔ جنسی از کودکان علنی شد، جکسون به حمایت عاطفی لیزا ماری وابسته شد. او نسبت به سلامتی رو به افول جکسون و اعتیاد او به داروها نگران بود. لیزا ماری توضیح داد که: «من باور داشتم که اون هیچ کار نادرستی انجام نداده و اینکه به اون به ناحق تهمت زدن و بله من کم‌کم مجذوب اون شدم. می‌خواستم نجاتش بدم. احساس کردم می‌تونم این کارو بکنم». در یک تماس تلفنی که جکسون با لیزا ماری برقرار کرده بود، لیزا او را خیلی هیجان زده، متزلزل و در هپروت توصیف کرد. کمی بعد، او سعی کرد که جکسون را متقاعد کند که اتهامات را خارج از دادگاه حل و به یک مرکز درمان اعتیاد مراجعه کند. نزدیک پاییز ۱۹۹۳، جکسون تلفنی به لیزا ماری پیشنهاد داد، او گفت: «اگه ازت بخوام که با من ازدواج کنی، اینکارو می‌کنی؟» سپس مایکل به‌طور رسمی از لیزا خواستگاری کرد.
ما در کتابخانهٔ نورلند بودیم در کنار آتش. او یک انگشتر الماس ۱۰ قیراطی از جیبش بیرون آورد و زانو زد. و بعد آن را در انگشتم کرد.
پرسلی و جکسون به‌طور خصوصی در جمهوری دومینیکن ازدواج کردند. البته طرفین تا دو ماه ازدواجشان را انکار نمودند. این ازدواج در حالی رخ داد که لیزا ۲۰ روز پیش از شوهر قبلی‌اش طلاق گرفته بود. او دلیل طلاق از شوهرش را به خاطر عشقش به مایکل بیان کرد. اما لیزا همچنان با شوهر قبلی‌اش رابطه داشت و این باعث آزرده شدن مایکل شد به‌طوری‌که یک‌بار مایکل خودش را به مدت چند هفته از لیزا پنهان کرد و بعد از مدت‌ها در مراسم جوایز موزیک ویدئوی ام‌تی‌وی ۱۹۹۵ همدیگر را ملاقات کردند. در آن زمان، رسانه‌های شایعه پرداز عنوان کردند که این ازدواج حقه‌ای برای سرپا نگه داشتن چهرهٔ مردمی جکسون در پرتوی اتهامات قبلی سوء استفادهٔ جنسی است. جکسون و پرسلی کمتر از دو سال بعد از یکدیگر جدا شدند، آن‌ها دلیل جدایی را اختلافات غیرقابل حل اعلام کردند. ولی ارتباطشان دوستانه باقی‌ماند. اما پس از مرگ مایکل، لیزا گفت که یکی از مهم‌ترین دلایل طلاق آن‌ها، بچه‌دار شدن بود. مایکل علاقهٔ بسیاری به پدر شدن داشت در حالی که لیزا می‌خواست تا ابتدا از زندگی‌شان مطمئن بشود. او همچنین یکی دیگر از دلایل طلاقش از مایکل را در مصاحبه با اپرا این‌گونه شرح داد: «موقعیتی پیش آمد که او می‌بایست بین من و آن خون آشامان (افراد دور و برش) یکی را انتخاب می‌کرد. و او مرا بیرون راند».
مایکل جکسون در سال ۲۰۰۱ در گفتگویی که با اشمولی بوتچ ضبط کرد، گفت :《او [لیزا ماری پریسلی] قبل از ازدواج به من قول داده بود. اولین کاری که انجام می‌دهیم بچه دار شدن است. من دلم شکسته بود و همیشه در حالی که این نوزادان کوچولو و عروسک‌ها را در آغوش می‌گرفتم، راه می‌رفتم و گریه می‌کردم. میدونی، این چیزی بود که من با همه وجودم می‌خواستم. 》
لیزا در همان مصاحبه دربارهٔ روابطشان نیز سخن گفت:
حالا می‌خواهم چیزی بگویم که هرگز نگفته‌ام. چون می‌خواهم یکبار هم که شده حقیقت گفته شود. روابط ما بر خلاف آنچه در رسانه‌ها گفته می‌شود، «ساختگی» نبود. بله رابطه‌ای غیرمعمولی بود؛ زیرا دو نفر انسان غیرمعمول که زندگی عادی را نمی‌شناخته و هرگز آن‌گونه زندگی نکرده بودند، بین یکدیگر رابطه‌ای را کشف کردند. شاید [این ازدواج] با یک زمان‌بندی شک‌برانگیز از جانب وی [اتفاق افتاد]. اما به هر حال من باور دارم او تا آخرین حدی که می‌توانست دوستم داشت و من هم بسیار زیاد دوستش داشتم.

## ازدواج با دبی رو
در قسمت استرالیایی تور جهانی تاریخ، جکسون با پرستار متخصص پوست، دبورا جین رو ازدواج کرد و از او صاحب یک فرزند پسر به‌نام مایکل جوزف جکسون جونیور معروف به «پرینس» و یک فرزند دختر به‌نام پاریس مایکل کاترین جکسون شد. این دو ابتدا یکدیگر را در اواسط دههٔ هشتاد، وقتی جکسون متوجه شد که مبتلا به برص است، ملاقات کردند. دبی رو سال‌های زیادی را به مراقبت از بیماری جکسون و همچنین حمایت عاطفی از او مشغول بود، بنابراین قبل از آنکه به‌طور رمانتیک درگیر شوند، رابطهٔ دوستی مستحکمی ایجاد کرده بودند. آن‌ها ابتدا قصد ازدواج نداشتند، اما بعد از اینکه دبی رو برای اولین بار باردار شد، مادر جکسون دخالت کرد و آن‌ها را متقاعد به ازدواج نمود. این زوج در سال ۱۹۹۹ از یکدیگر جدا شدند. گرچه جکسون از توضیح دلیل جدایی خودداری کرد و آن را جزء اطلاعات خصوصی دانست، اما دبی رو به این سؤال پاسخ داد و علت جدایی را «غیرقابل تحمل بودن تلاش بی‌وقفهٔ رسانه‌ها در تحت نظر گرفتن زندگی خصوصی جکسون برای او»، اعلام کرد و در ادامه گفت که به جکسون علاقهٔ بسیاری دارد و برای او هر کاری می‌کند. دبی رو حضانت کامل فرزندان را به جکسون داد.